# 阿格里漢島
阿格里漢島是一個由層狀火山形成的島嶼，位於太平洋北馬利安納群島。整座島嶼是個巨大的火山，從海床升高約4000公尺，是馬里亞納火山島弧的第五大島。其峰頂高達965公尺，是密克羅尼西亞群島中之最高點。火山頂上有一個2平方公里大、約500公尺深的火山臼。
阿格里漢島在西元1990年因火山活動而將島上居民撤出，但火山終究並無爆發。根據美國2000年人口普查，島上並無人口。之後，居民再次回到在原來四條村落中之一村落定居，到了2005年9月時，島上有9名居民。該島土地面積43.51平方公里。在政治劃分上，阿格里漢島屬於北群島市行政區。

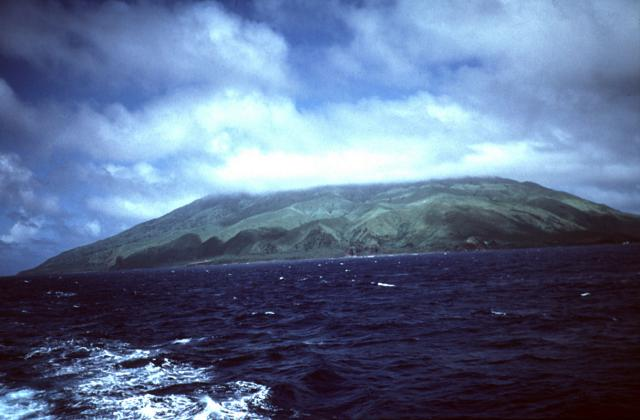
從南面眺望阿格里漢島的頂峰。

## 外部連結
- Oceandots.com: Agrihan